# Diadromus candidatus
Diadromus candidatus là một loài tò vò trong họ Ichneumonidae.